# Список персонажів серіалу «Пуститися берега»
Наведений нижче список є переліком персонажів американського серіалу «Пуститися берега». Цей перелік є неповним і не містить численних епізодичних персонажів, чия значущість для серіалу є невеликою.

## Головні персонажі

### Волтер Вайт

Волтер Вайт

Волтер Гартвел «Волт» Вайт (англ. Walter Hartwell "Walt" White, актор — Браян Кренстон) — Волтер Вайт проживає в Альбукерке, штат Нью-Мексико. Він працює вчителем хімії в середній школі, живе зі своєю дружиною Скайлер і сином Волтером молодшим, який хворий на дитячий параліч. Його життя сильно змінюється після того, як у нього виявляють рак легень. Волтер вирішує зайнятися виробництвом наркотиків, для того, щоб залишити достатній спадок своїй сім'ї. Він використовує свої знання для того, щоб разом зі своїм колишнім учнем, Джессі Пінкменом, варити метамфетамін. Наукові знання Волта та його постійна тяга до кращої якості привели до того, що йому вдалось виготовити найчистіший та «найпотужніший» метамфетамін, ніж будь-кому іншому. Під час варіння він використовує метиламін, який надає його продукту фірмового блакитного кольору. Його «мет», який на вулицях отримує назву «блакитне небо», домінує на ринку. Джессі постійно називає його «Містер Вайт» (англ. Mr. White), чим викликає асоціації з фільмом Квентіна Тарантіно «Скажені пси».
Спочатку Волт гидує застосуванням насильства, але згодом приходить до висновку, що це є необхідністю. Також він доходить до того, що присвоює собі новий статус наркобарона. Макіавеллізоване занурення Волта у злочинний світ розкриває у ньому новий рівень його колишніх пригнічених амбіцій, гнів, образу, марнославство та чимраз вищу жорстокість, які з'явились у нього через відчуженість його сім'ї та колег.

### Скайлер Вайт
Скайлер Вайт (уроджена Ламберт) (англ. Skyler White (née Lambert), актриса — Анна Ганн) — дружина Волтера. Вона мала декілька мізерних джерел доходу: писала короткі розповіді, продавала речі на eBay, працювала сертифікованим аудитором (CPA) та, в кінцевому рахунку почала допомагати чоловікові у відмиванні грошей. У Скайлер та Волтера є син Волтер молодший та маленька донька Голлі. Скайлер дуже багато піклується про Волта, але у їхньому шлюбі починаються проблеми через його постійну загадкову відсутність та дивну поведінку. Через це вони починають жити окремо. Пізніше, коли Волтер розповідає їй чим він займається, вона допомагає йому відмивати гроші. Для цього вони купили автомийку. Хоч Скайлер і допомагає Волту, вона все ж залишається незадоволеною ситуацією, що склалася. Через те, що Волтер дедалі більше і більше перетворюється на «закоренілого злочинця» вона відчуває страх та занепокоєння.

### Волтер Вайт молодший
Волтер Хартвел Вайт молодший (англ. Walter Hartwell White Jr., актор — ЕрДжей Мітт) — син Волтера та Скайлер. У нього дитячий церебральний параліч, який проявляється у труднощах з вимовою та координацією рухів, через що він використовує милиці. Він росте окремо від Волта через те, що його постійно немає вдома, його друзі навчили його водити машину та називають його «Флінном» (англ. Flynn). У намаганні допомогти батькові оплатити лікування за рак, він створює вебсайт для пожертвувань «www.savewalterwhite.com». Як частина плану з відмивання грошей, юрист Волта, Сол Ґудман використовує сайт для перерахунків «брудних грошей» у дрібні пожертвування. Коли між Скайлер та Волтом виникли суперечки, Волтер молодший стає на бік батька, а також бажає, щоб його називали Волтером, а не «Фліном».

### Джессі Пінкмен

Джессі Пінкмен

У середній школі, Джессі Пінкмен (англ. Jesse Pinkman, актор — Аарон Пол) вживав метамфетамін, а також був його виробником та дилером. На уроках хімії Волтера Вайта він був неуважним студентом. А тепер, коли йому минуло 20 років, він став бізнес-партнером Волта у виробництві та розповсюдженні метамфетаміну. Джессі є імпульсивним та неосвіченим, але також і представницьким, та знає вуличний ринок. Він говорить своєрідним сленгом. Він любить носити позбавлений смаку одяг, слідкує за останніми тенденціями в молодіжній культурі, грає у відеоігри, слухає гучну музику, вживає легкі наркотики та їздить на автомобілі, який оснащений функцією, коли авто може «скакати». Коли у нього є гроші, він, зазвичай, витрачає їх на гучні вечірки з друзями, або ж купує різні непотрібні речі, такі, як гігантський телевізор на стіну. До того, як він почав співпрацювати з Волтом, він додавав у свій продукт трішки порошку чилі, аби виділитись на ринку. Волт наполягав на тому, щоб їх метамфетамін був якомога чистіший та поступово вчив його правильному виробництву. Волт ставиться до Джессі як до неслухняного сина, за яким постійно треба дивитися. Батьки Джессі вигнали його з дому через те, що він вживав наркотики. Попри суперечки між ними, у нього та Волта встановлюється міцний зв'язок. Так само як і Волт, Джессі жахається тієї хвилі злочинності, яка найшла на них на шляху у наркобізнес, але робить те, що вважає за потрібне. Він бореться з почуттям провини за смерть усіх тих, хто був пов'язаний з їхнім наркобізнесом, а особливо його дівчини Джейн Марголіс (англ. Jane Margolis). Прізвище Джессі, так само як і Волта є посиланням на фільм «Скажені пси».

### Майк Ермантраут
Майк Ермантраут (англ. Mike Ehrmantraut, актор — Джонатан Бенкс) — колишній офіцер поліції Філадельфії, який працює на Ґаса Фрінґа та, за можливості, на Сола Ґудмана — як приватний слідчий, начальник служби безпеки, найманий вбивця, знищує докази злочину, є правою рукою Ґаса. Після смерті Ґуставо Фрінґа, він, хоч і неохоче, проте стає партнером Волта і Джессі у їхньому наркобізнесі. Він є спокійною та розважливою людиною, яка ефективно виконує свої обов'язки перед Ґасом, застосовуючи усі свої знання та вміння, щоб «не світитись». Оскільки і Волт, Майк — сімейна людина, у якого досить близькі стосунки з його онукою. Через смерть Ґуставо УБН конфіскувало усі гроші, які він відкладав для онуки, тому, попри неприязнь до Волтера, він почав з ним співпрацювати. Щоб його не заарештувало УБН він змушений втікати, але Волт вбиває його після того, як Майк критикує його за егоїзм. З німецької його прізвище можна перекласти, як «чесна довірена людина».

### Ґуставо Фрінґ

Ґуставо «Ґус» Фрінґ

Ґуставо «Ґас» Фрінґ (англ. Gustavo "Gus" Fring, актор — Джанкарло Еспозіто) — чилієць за походженням, власник досить успішної мережі ресторанів швидкого харчування «Los Pollos Hermanos». Він також є меценатом для місцевого відділення УБН. Попри його бездоганну біографію, він є одним з найбільших наркобаронів на північ від Мексикано-Американського кордону, який пов'язаний з Картелем Хуареса, використовуючи свою мережу ресторанів як прикриття для розповсюдження метамфетаміну по всьому американському південному-заході. Позаяк і Волтер Вайт, Ґас — злочинець, який старається не привертати уваги, і використовує власну антинаркотичну діяльність, щоб приховати свою справжню природу. Мережа «Los Pollos Hermanos» була створена в Мексиці за кілька років до того, як він емігрував до Сполучених Штатів, через те, що Дон Еладіо та Гектор Саламанка вбили його «кухаря» та близького друга Максіміо Арчіньєґа в знак помсти, за те що Ґас поліз у їхній бізнес.
Коли Волт шукав покупця для свого хімічно чистого мету, він вийшов на Ґаса. Однак, попри чистоту продукту, Ґасвідмовився мати з ним справи через нестійку та необережну поведінку його партнера — Джессі Пінкмена. Волту все ж вдалося переконати його купити 38 фунтів його мету за 1.2 млн. $. Оскільки товар добре зарекомендував себе на ринку, Ґас, запропонував Волту 3 млн. $ за три місяці його часу. Картель вважає Волтера винним у смерті племінника Гектора, Туко, і хоче вбити його. Але Ґас стає на захист Волта і пропонує Леонелю і Марко Саламанка, вбивцям, яких послав картель, вбити свояка Волта — Генка Шрейдера. Він підлаштував усе так, щоб це вбивство провалилося, тим самим налаштувавши уряди США та Мексики на боротьбу з картелем, та, тим самим, зарезервував за собою місце єдиного великого гравця на ринку метамфетаміну.
Згодом у його співпраці з Волтом постійно починають виникати суперечки. Волт, розуміючи що Ґас хоче замінити його своїм хіміком — Гейлом Боттікером, налаштовує Джессі на вбивство Гейла. Коли план Волта спрацював, Ґас змушений був залишити його своїм основним «кухарем», але приставив до нього свою людину — Віктора. Волт, побоюючись, що Ґас вб'є його та всю його родину, постійно шукає різні способи убити його. Зрештою Ґас помирає внаслідок вибуху, підлаштованого Волтером, який використав його ненависть до Гектора Саламанки, щоб заманити його в пастку.

### Сол Ґудман
Сол Ґудман (англ. Saul Goodman, актор — Боб Оденкірк), справжнє прізвище — Мак-Ґілл (англ. McGill). Сол — справжній кримінальний адвокат (за його власними словами: «адвокат, який є кримінальним»), який є консельєре Волтера та Джессі. Свій псевдонім «Сол Ґудман» він вибрав тому, що вважає, що люди краще почуваються під захистом адвоката єврея (прізвище «Ґудман» з англійської перекладається як «хороша людина»; також фраза «[it]'s all good, man» співзвучна з його псевдонімом). Він одягається в розкішні костюми, має широкі зв'язки у злочинному світі, служить посередником між виробниками та розповсюджувачами наркотиків, знищує докази та робить багато чого іншого. Попри свій яскравий зовнішній вигляд та манери, він є дуже хорошим юристом, який здатний вирішувати проблеми та знаходить різні лазівки в законі для того, щоб захистити своїх клієнтів. Також він не хоче бути пов'язаним із застосуванням насильства або вбивством. Він працював консультантом для Волтера, Джессі, Ґаса, Майка, і навіть Скайлер, якій він допоміг придбати автомийку, щоб відмивати гроші Волтера.

### Генк Шрейдер
Генрі Р. «Генк» Шрейдер (англ. Henry R. "Hank" Schrader, актор — Дін Норріс) — агент Управління боротьби з наркотиками (УБН). Він також є свояком Волтера та чоловіком Марі Шрейдер. Генк їздить на темно-синій Jeep Commander. На роботі він веде розслідування над справою про нового «метамфетамінового короля» у їхньому штаті на ім'я «Гайзенберг», не підозрюючи, що цей «Гайзенберг» насправді Волтер. Генк має дуже мужній вигляд, але насправді темна сторона його роботи дуже сильно на нього впливає. В ході його служби, Генка на деякий час відправляють з Альбукерке в Ель-Пасо, штат Техас, але побачивши небезпеку роботи з Мексиканським наркокартелем, він вирішує повернутись в Альбукерке. Хоча він гучний і самовпевнений, Генк є компетентним у своїй роботі та піклується про Волтера та його сім'ю.

### Марі Шрейдер
Марі Шрейдер (до шлюбу Ламберт) (роль виконує Бетсі Брандт) — сестра Скайлер, дружина Генка і своячка Уолта. Працює рентгенологинею. Вона не коливається, щоб дати пораду іншим, але часто сама не робить, то про що радить. Вона прихована клептоманка, через що періодично відвідує психотерапевта. Вона егоцентрична і дріб'язкова, але дуже віддана своєму чоловікові і піклується про сім'ю своєї сестри. Марі любить фіолетовий колір і майже все в її будинку, а так само й предмети одягу, містять різні відтінки цього кольору.
У 3-му сезоні Марі стає основним джерелом розради і підтримки для свого чоловіка, коли брати Леонель і Марко Саламанка майже вбили Генка. За допомогою Волта і Скайлер вона влаштовує для Генка агресивну програму фізичної терапії, яку не покриває його страховка. Коли Генк наполегливо бажає залишитися в лікарні, стверджуючи, що він нічого не відчуває нижче пояса, вона не вірить йому, і що б довести зворотне мастурбує йому своєю рукою. Після повернення додому, Генк холодний і грубий з Марі, попри її спроби зробити все, що б йому було комфортно. Поступово вона повертається до клептоманії. Після того, як Генк починає робити успіхи у відновленні здоров'я, його стосунки з Марі знову поліпшуються. Коли у Волта і Скайлер починаються проблеми в шлюбі, вона добровільно забирає їх дітей на кілька днів до себе, поки вони розв'язують свої проблеми.
В останньому сезоні Генк розповідає Марі правду про злочинну діяльність Волтера, і вона свариться зі Скайлер. Марі вдаряє свою сестру і в люті вибігає з кімнати, намагаючись забрати з собою Голлі, але Генк наказує їй повернути дитину. Марі допомагає Генку, намагаючись зупинити Волта і Скайлер, але їх спроби присікаються коли Волтер робить відеозапис зі звинуваченнями на адресу Генка. Марі готова допомогти Генку, коли Джессі погоджується зізнатись у злочинах Уолта. Вона спочатку не знає про смерть Генка і мириться зі Скайлер за умови, що вона розповість все Уолту-молодшому. Марі дізнається, що Генк зник, коли Уолт викрадає Голлі, і кінець кінцем отримує підтвердження, що її чоловік мертвий.